# Грабовица
Грабовица (на албански: Grabovicë или Grabovica) е село в Албания, в община Поградец, област Корча.

## География
Селото е разположено южно от Чърава на 841 m надморска височина.

## История
Според Васил Кънчов („Македония. Етнография и статистика“) в XIX век Градовица или Грабовица е албанско мюсюлманско село в Старовската каза на Османската империя.
До 2015 година селото е част от община Чърава.